# Noctuoidea
De Noctuoidea vormen een superfamilie van vlinders (Lepidoptera). De superfamilie omvat tussen 42.000 en 70.000 soorten in 4200 geslachten.
Er is veel discussie geweest over de onderverdeling van de familie, vooral omdat de uilen (Noctuidae) in de toenmalige indeling geen monofyletische groep vormden. Lafontaine en Fibiger deden in 2005 en 2006 twee voorstellen om dat op te lossen.  Bij het ene voorstel zou de familie Noctuidae flink uitgebreid worden, in het andere zou er juist een deel worden afgesplitst en met de beervlinders en donsvlinders in de nieuwe familie spinneruilen (Erebidae) worden geplaatst. Aanvankelijk kreeg de uitbreiding van de uilen meer steun, maar later keerde het tij nadat de keuze ondersteund werd door moleculair onderzoek. Bijvoorbeeld Fauna Europaea houdt de nieuwe indeling aan. In veel bronnen is nog de oude indeling te vinden.

## Families
De Noctuoidea omvatten de volgende families:
- Erebidae (Spinneruilen)
- Euteliidae
- Noctuidae (Uilen)
- Nolidae (Visstaartjes)
- Notodontidae (Tandvlinders)
- Oenosandridae